# Igualdade lógica

Porta lógica XNOR

Igualdade lógica é um operador lógico que corresponde à igualdade em
Álgebra booleana e ao operador se e somente se no cálculo proposicional.Ele "retorna" o valor verdadeiro se os dois argumentos têm o mesmo valor de verdade, e falso caso contrário.
É uma prática comum em várias aplicações, mesmo que nem sempre seja tecnicamente preciso, indicar a operação de igualdade lógica sobre os operandos x e y pelas formas a seguir:
{\displaystyle {\begin{matrix}x\leftrightarrow y&\quad &\quad &x\Leftrightarrow y&\quad &Exy\\x\ {\mbox{EQ}}\ y&\quad &\quad &x=y\end{matrix}}}
Alguns lógicos, entretanto, distinguem firmemente a forma funcional, como as da esquerda, as quais eles interpretam como a aplicação de uma função a dois argumentos — e consequentemente uma mera indicação de que o valor da expressão composta — da forma de equação, como as da direta, que são interpretadas como uma afirmação significando que os argumentos têm valores iguais, ou seja, que o valor da função aplicada à expressão é verdadeiro.
Em matemática, o sinal de adição "+" quase sempre indica a operação que satisfaz os axiomas relacionados à soma no tipo de estrutura algébrica que é conhecido como campo.Para a álgebra booleana, isso significa que a operação lógica representada pelo "+" não é a mesma que a disjunção, representado pelo "∨" mas é equivalente ao operador de diferença lógica(≠), ou, de modo semelhante, à disjunção exclusiva(XOR).
Naturalmente, essas variações no uso causaram algumas falhas na comunicação entre matemáticos e engenheiros ao longo dos anos.De qualquer maneira, há a sequência de símbolos que correspondem à desigualdade lógica:
{\displaystyle {\begin{matrix}x+y&\quad &\quad &x\not \equiv y&\quad &Jxy\\x\ {\mbox{XOR}}\ y&\quad &\quad &x\neq y\end{matrix}}}
Isso explica por que "EQ" é frequentemente chamado de "XNOR" na lógica combinacional de engenheiros de circuitos, já que é a negação do operador XOR; NXOR é uma alternativa menos utilizada.Um jeito mais fácil de memorizar o nome "XNOR" é que é o que começa com o operador "ambos falsos" NOR,e adiciona a eXceção,"ou ambos verdadeiros"

## Definição
Igualdade lógica é uma operação sobre dois valores-verdade, mais especificamente o valor de duas proposições, que produz o valor "verdadeiro" se e somente se os dois operandos são falsos ou ambos verdadeiros.
A tabela verdade de p EQ q(também podendo ser escrito como p = q, p ↔ q, or p ≡ q, or p == q) é como a que se segue:

O Diagrama de Venn de A EQ B (a parte vermelha é verdadeiro)

| p | q | p = q |
| - | - | ----- |
| 0 | 0 | 1     |
| 0 | 1 | 0     |
| 1 | 0 | 0     |
| 1 | 1 | 1     |

## Descrições alternativas
A forma (x = y) é equivalente a (x ∧ y) ∨ (¬x ∧ ¬y). 
{\displaystyle (x=y)=\lnot (x\oplus y)=\lnot x\oplus y=x\oplus \lnot y=(x\land y)\lor (\lnot x\land \lnot y)=(\lnot x\lor y)\land (x\lor \lnot y)}
Para os operandos x e y, a tabela verdade do operador de igualdade lógica é:
| {\displaystyle x\leftrightarrow y} | {\displaystyle x\leftrightarrow y} | y | y |
| {\displaystyle x\leftrightarrow y} | {\displaystyle x\leftrightarrow y} | T | F |
| ---------------------------------- | ---------------------------------- | - | - |
| x                                  | T                                  | T | F |
| x                                  | F                                  | F | T |